# إيفاخنينكو أولكسندر أندريوفيتش
إيفاخنينكو أولكسندر أندريوفيتش هو رسام سوفيتي أوكراني، وحاصل على نيشان الفنان المشرف لأوكرانيا وأستاذ مشارك في قسم الرسم في الأكاديمية الوطنية للفنون الجميلة والعمارة، وعضو في مجلس الفنون التابع لوزارة الاتصالات في أوكرانيا. كان المستشار الفني الرئيسي لإصدار العملات التذكارية في البنك الوطني الأوكراني، ومصمم أول طوابع لأوكرانيا المستقلة ومصمم لكثير من الطوابع بعدها.

## حياته
وُلِد ألكسندر في 8 سبتمبر 1931 في قرية ستاروبيتريفكا (التي تُعرف الآن بمنطقة بيرديانسك في منطقة زاباروجيا). كان والدا ألكسندر، أندريه إيفاخنينكو وألكسندرا غولوفتشينكو، من عائلات كبيرة، وعملا كعمال زراعيين، وبعد تأسيس نظام الزراعة الجماعية، عملا في مزرعة جماعية. كانت والدة ألكسندر بارعة في الرسم والتطريز والغناء. وكان لروحانيتها العالية أثر إيجابي كبير على نمو أطفالها. في سن الخامسة، استطاع الفنان المستقبلي القراءة والرسم بحرية. مع بداية الحرب العالمية الثانية، كان ألكسندر قد أكمل صفين دراسيين بتقدير امتياز.
خلال الحرب، عاش ألكسندر ووالدته وشقيقه وشقيقته في القرية المحتلة لمدة عامين. درس أ. إيفاخنينكو الأدب الأوروبي وتاريخ العالم وعلم الفلك بشكل مستقل من خلال الكتب المدرسية. وعمل لمدة عام ونصف في مزارع الكروم. أثناء دراسته في الصف الثامن، بدأ ألكسندر إيفاخنينكو بكتابة القصص القصيرة والروايات التي لم تطبع أو تنشر. في عام 1944، انتقلت عائلة إيفاخنينكو إلى بيرديانسك.
أثناء دراسته في الصف العاشر، بدأ أ. إيفاخنينكو بالتحضير بنشاط لدخول معهد الفنون. رسم من الحياة، ونسخ أجزاءً من لوحات في متحف إ. برودسكي للفنون. في عام 1949، التحق بمعهد لفيف الحكومي للفنون الزخرفية والتطبيقية، قسم الخزف. درس أ. إيفاخنينكو على يد أستاذ النحت سيفيرا لمدة عام تقريبًا. إلا أن شغفه بالرسم غلب عليه، فانقطع عن الدراسة والتحق بمدرسة دنيبروبيتروفسك الحكومية للفنون، السنة الثانية من قسم الرسم. سرعان ما استُدعي ألكسندر للخدمة العسكرية. خدم في سلاح الإشارة حتى عام 1954، ثم عاد إلى المدرسة.
بعد تخرجه من المدرسة، عمل ألكسندر إيفاخنينكو في دار بولتافا الإقليمية للفنون الشعبية كخبير منهجيات الفنون الجميلة. وهناك، افتتح استوديو فنيًا لمدة ثلاث سنوات في تاريخ الفن، وعلم التشريح، والرسم والتصوير، والتأليف، حيث وضع بنفسه برنامجه الدراسي. حصل خريجو الاستوديو، وهم: م. أوسيك، وف. غاربوز، وف. شيريميت، على لقب أساتذة الفنون الشعبية المكرمين؛ بينما مُنح كل من: ف. باتورين، وف. موزوك، وز. خريستيك، لقب فنان أوكرانيا المكرم.
في عام 1960، التحق أ. أ. إيفاخنينكو بمعهد خاركوف للفنون، قسم الرسم، حيث كان أستاذاه في التخصص هما: أ. خميلنيتسكي (أوكرانيا) وأ. كونستانتينوبولسكي. وتخرج من المعهد عام 1966.
في عام 1992، مُنح أوليكساندر أندرييفيتش إيفاخنينكو لقب فنان أوكرانيا المكرم. في عام 1993، عُيّن أستاذًا مشاركًا في قسم الرسم بالأكاديمية الأوكرانية للفنون. درّس الرسم بالألوان المائية في قسم الرسم، وكان أستاذًا في قسم الرسم والتكوين، وشغل منصب نائب رئيس القسم وأمين لجان الامتحانات الحكومية.
كان ألكسندر أندرييفيتش إيفاخنينكو عضوًا في المجلس الفني لوزارة الاتصالات الأوكرانية، والمستشار الفني الرئيسي لإصدار عملات اليوبيل في البنك الوطني الأوكراني، ورئيس لجنة التحكيم الفنية لمدارس الفنون في مدينة كييف.

## العائلة
الزوجة: ليودميلا بوشيفانيك، فنانة كتب. الابن: أندريه، أستاذ في الأكاديمية الوطنية للفنون الجميلة والعمارة، الابنة: طالبة في أكاديمية تشايكوفسكي الوطنية للموسيقى.

## وفاته
توفي ألكسندر إيفاخنينكو في 8 ديسمبر 2003.

## النشاط الإبداعي
عمل أ. إيفاخنينكو في تقنيات الرسم على الحامل واللوحات التذكارية، والألوان المائية، والرسم بالقلم، والرسومات: الحفر، والطباعة الحجرية، والباستيل، والغواش، والتمبرا، والتصميم الجرافيكي، وغيرها. أبدع تركيبات المناظر الطبيعية، وعمل في تصميم الكتب، ورسم صورًا شخصية لكل من ت. شيفتشينكو، وليسيا أوكراينكا، وأ. بوشكين.
نُقلت لوحة أ. إيفاخنينكو "سوكولوفتسي" (قماش، زيت، 2×2 متر)، التي أنجزها عام 1966، إلى قرية سوكولوفو، مقاطعة زمييفسكي، منطقة خاركوف، إلى متحف الصداقة التشيكوسلوفاكية السوفيتية. أثناء دراسته، أبدع رسومات كتب لدار نشر "برابور" في خاركوف، وكان عضوًا في المجلس الفني للدار. بعد تخرجه من المعهد، عمل في ورشة العمل الفنية الضخمة، حيث أبدع لوحتين بتقنية الفسيفساء الخزفية - "مطرزات ريشتيلوفو" و"نساجات سجاد ريشتيلوفو".
في عام 1967، أُرسل ألكسندر أندرييفيتش إلى كييف لحضور معرض "الخبرة المتقدمة للاقتصاد الوطني". وهناك عمل كفنان رائد، مُبدعًا مشاريع ولوحات فنية متنوعة. بعد سبع سنوات، انتقل أ. إيفاخنينكو للتدريس في كلية كييف الحكومية للفنون والصناعة، حيث درَّس الرسم والتصوير لمدة تسع سنوات. في عام 1978، أصبح عضوًا في اتحاد الفنانين. في العام نفسه، أنجز العديد من اللوحات المائية لأعمال ت. شيفتشينكو، أ. بوشكين، ليسيا أوكراينكا، بالإضافة إلى أعمال محفورة. وفي عام 1976، مُنح الدبلوم الجمهوري من الدرجة الأولى لتصميمه مجموعة أ. ميتسكيفيتش "سوناتات القرم"، التي نشرتها دار تافريا للنشر بثلاث لغات.
في مايو 1991، شارك أوليكساندر أندرييفيتش في رحلة إحياء ذكرى تاراس شيفتشينكو، بعنوان "الرحلة الأخيرة للكوبزار". خلال هذه الرحلة، رسم العديد من الرسومات التي تبرع بها للمتحف الوطني التذكاري لتارا شيفتشينكو في كانيف. أقيم معرض لهذه اللوحات عام 1992 في دار الفنانين الجمهوريين. وفي عام 1996، أقيمت معارض للوحات مخصصة للذكرى 135 لإعادة دفن تاراس شيفتشينكو والذكرى الخامسة لاستقلال أوكرانيا في دار الكُتّاب في كييف ومتحف تارا شيفتشينكو في كانيف. أُقيم معرض كبير لأعمال أوليكساندر إيفاخنينكو عام 2001 في متحف كانيف التذكاري الوطني لتي. جي. شيفتشينكو ومتحف تاراس شيفتشينكو الوطني في كييف تحت شعار: "أوكرانيا تتشبث بحزام القوزاق من نهر الدنيبر". شارك ألكسندر أندرييفيتش إيفاخنينكو في معارض فنية متنوعة، بما في ذلك معارض خارجية.
بناءً على توصية من الاتحاد الوطني للفنانين الأوكرانيين، شارك أ. إيفاخنينكو في مسابقة تصميم وسام الأمير ياروسلاف الحكيم من خمس درجات، وفاز بالمسابقة. عمل على تطوير هذا الوسام بالتعاون مع ف. شفيتسوف، ورسم ألكسندر إيفاخنينكو صورة لياروسلاف الحكيم مستوحاة من أيقوناته الخاصة.
في عام 1997، عمل ألكسندر إيفاخنينكو ضمن فريق من المؤلفين على مشروع شعار الدولة العظيم لأوكرانيا، والذي لم يُوافق عليه البرلمان الأوكراني قط.